# Fejér
Fejér är en provins belägen i centrala Ungern. Den ingår i regionen Közép-Dunántúl. Fejér hade 417 712 invånare år 2019. Provinsens huvudort är Székesfehérvár.